# Río Kardonik
El Kardonik (en ruso: Кардони́к) es un río del Gran Cáucaso en el distrito de Zelenchuk de la república de Karacháyevo-Cherkesia del sur de Rusia. Es un afluente del río Aksaút, uno de los componentes del Mali Zelenchuk, que desemboca en el río Kubán.

## Curso
El río nace en la vertiente norte del Gran Cáucaso, en la cordillera que separa los ríos Aksaút y Teberdá. Discurre por 31 km en dirección al norte por un valle estrecho de alta montaña en su curso superior y medio, llegando al piedemonte en su curso bajo en Kizil-Oktiabrski, donde vira hacia el noroeste para, 5 km después de atravesar Kardoníkskaya, desembocar en la orilla derecha del Aksaút. Su cuenca cubre 70.2 km².